# Psaphara interclusa
Psaphara interclusa là một loài bướm đêm trong họ Noctuidae.